# Tavola degli integrali indefiniti di funzioni irrazionali
Questa pagina contiene una tavola di integrali indefiniti di funzioni irrazionali. Per altri integrali vedi Tavole di Integrali.
{\displaystyle \int {\sqrt {a^{2}-x^{2}}}\;\mathrm {d} x={\frac {1}{2}}\left(x{\sqrt {a^{2}-x^{2}}}+a^{2}\arcsin {\frac {x}{a}}\right)\qquad {\mbox{(}}|x|\leq |a|{\mbox{)}}}
{\displaystyle \int x{\sqrt {a^{2}-x^{2}}}\;\mathrm {d} x=-{\frac {1}{3}}{\sqrt {(a^{2}-x^{2})^{3}}}\qquad {\mbox{(}}|x|\leq |a|{\mbox{)}}}
{\displaystyle \int {\frac {{\sqrt {a^{2}-x^{2}}}\;\mathrm {d} x}{x}}={\sqrt {a^{2}-x^{2}}}-a\log \left|{\frac {a+{\sqrt {a^{2}+x^{2}}}}{x}}\right|\qquad {\mbox{(}}|x|\leq |a|{\mbox{)}}}
{\displaystyle \int {\frac {\mathrm {d} x}{\sqrt {a^{2}-x^{2}}}}=\arcsin {\frac {x}{a}}\qquad {\mbox{(}}|x|\leq |a|{\mbox{)}}}
{\displaystyle \int {\frac {x^{2}\;\mathrm {d} x}{\sqrt {a^{2}-x^{2}}}}=-{\frac {x}{2}}{\sqrt {a^{2}-x^{2}}}+{\frac {a^{2}}{2}}\arcsin {\frac {x}{a}}\qquad {\mbox{(}}|x|\leq |a|{\mbox{)}}}
{\displaystyle \int {\sqrt {x^{2}+a^{2}}}\;\mathrm {d} x={\frac {1}{2}}\left(x{\sqrt {x^{2}+a^{2}}}+a^{2}\,\log \left(x+{\sqrt {x^{2}+a^{2}}}\right)\right)={\frac {1}{2}}\left(x{\sqrt {x^{2}+a^{2}}}+a^{2}\,\mathrm {arsinh} {\frac {x}{a}}\right)}
{\displaystyle \int x{\sqrt {x^{2}+a^{2}}}\;\mathrm {d} x={\frac {1}{3}}{\sqrt {(x^{2}+a^{2})^{3}}}}
{\displaystyle \int {\frac {{\sqrt {x^{2}+a^{2}}}\;\mathrm {d} x}{x}}={\sqrt {x^{2}+a^{2}}}-a\log \left|{\frac {a+{\sqrt {x^{2}+a^{2}}}}{x}}\right|}
{\displaystyle \int {\frac {\mathrm {d} x}{\sqrt {x^{2}+a^{2}}}}=\mathrm {arsinh} {\frac {x}{a}}=\log \left|x+{\sqrt {x^{2}+a^{2}}}\right|}
{\displaystyle \int {\frac {x\,\mathrm {d} x}{\sqrt {x^{2}+a^{2}}}}={\sqrt {x^{2}+a^{2}}}}
{\displaystyle \int {\frac {x^{2}\;\mathrm {d} x}{\sqrt {x^{2}+a^{2}}}}={\frac {x}{2}}{\sqrt {x^{2}+a^{2}}}-{\frac {a^{2}}{2}}\,\mathrm {arsinh} {\frac {x}{a}}={\frac {x}{2}}{\sqrt {x^{2}+a^{2}}}-{\frac {a^{2}}{2}}\log \left|x+{\sqrt {x^{2}+a^{2}}}\right|}
{\displaystyle \int {\frac {\mathrm {d} x}{x{\sqrt {x^{2}+a^{2}}}}}=-{\frac {1}{a}}\,\mathrm {arsinh} {\frac {a}{x}}=-{\frac {1}{a}}\log \left|{\frac {a+{\sqrt {x^{2}+a^{2}}}}{x}}\right|}
{\displaystyle \int {\sqrt {x^{2}-a^{2}}}\;\mathrm {d} x={\frac {1}{2}}\left(x{\sqrt {x^{2}-a^{2}}}\mp a^{2}\,\mathrm {arcosh} \left|{\frac {x}{a}}\right|\right)\qquad {\mbox{(per }}|x|\geq |a|{\mbox{; }}-{\mbox{ per }}x>0{\mbox{, }}+{\mbox{ per }}x<0{\mbox{)}}}
{\displaystyle \int x{\sqrt {x^{2}-a^{2}}}\;\mathrm {d} x={\frac {1}{3}}{\sqrt {(x^{2}-a^{2})^{3}}}\qquad {\mbox{(per }}|x|\geq |a|{\mbox{)}}}
{\displaystyle \int {\frac {{\sqrt {x^{2}-a^{2}}}\;\mathrm {d} x}{x}}={\sqrt {x^{2}-a^{2}}}-a\arcsin {\frac {a}{x}}\qquad {\mbox{(per }}|x|\geq |a|{\mbox{)}}}
{\displaystyle \int {\frac {\mathrm {d} x}{\sqrt {x^{2}-a^{2}}}}=\mathrm {arcosh} {\frac {x}{a}}=\log \left(|x|+{\sqrt {x^{2}-a^{2}}}\right)\qquad {\mbox{(per }}|x|>|a|{\mbox{)}}}
{\displaystyle \int {\frac {x\;\mathrm {d} x}{\sqrt {x^{2}-a^{2}}}}={\sqrt {x^{2}-a^{2}}}\qquad {\mbox{(per }}|x|>|a|{\mbox{)}}}
{\displaystyle \int {\frac {x^{2}\,\mathrm {d} x}{\sqrt {x^{2}-a^{2}}}}={\frac {x}{2}}{\sqrt {x^{2}-a^{2}}}+{\frac {a^{2}}{2}}\,\mathrm {arcosh} \left|{\frac {x}{a}}\right|={\frac {1}{2}}\left(x{\sqrt {x^{2}-a^{2}}}+a^{2}\ln \left(|x|+{\sqrt {x^{2}-a^{2}}}\right)\right)\qquad {\mbox{(per }}|x|>|a|{\mbox{)}}}
{\displaystyle \int {\frac {\mathrm {d} x}{\sqrt {ax^{2}+bx+c}}}={\frac {1}{\sqrt {a}}}\ln \left|2{\sqrt {a(ax^{2}+bx+c)}}+2ax+b\right|\qquad {\mbox{(per }}a>0{\mbox{)}}}
{\displaystyle \int {\frac {\mathrm {d} x}{\sqrt {ax^{2}+bx+c}}}={\frac {1}{\sqrt {a}}}\,\mathrm {arsinh} {\frac {2ax+b}{\sqrt {4ac-b^{2}}}}\qquad {\mbox{(per }}a>0{\mbox{, }}4ac-b^{2}>0{\mbox{)}}}
{\displaystyle \int {\frac {\mathrm {d} x}{\sqrt {ax^{2}+bx+c}}}={\frac {1}{\sqrt {a}}}\log |2ax+b|\qquad {\mbox{(per }}a>0{\mbox{, }}4ac-b^{2}=0{\mbox{)}}}
{\displaystyle \int {\frac {\mathrm {d} x}{\sqrt {ax^{2}+bx+c}}}=-{\frac {1}{\sqrt {-a}}}\arcsin {\frac {2ax+b}{\sqrt {b^{2}-4ac}}}\qquad {\mbox{(per }}a<0{\mbox{, }}4ac-b^{2}<0{\mbox{)}}}
{\displaystyle \int {\frac {x\;\mathrm {d} x}{\sqrt {ax^{2}+bx+c}}}={\frac {\sqrt {ax^{2}+bx+c}}{a}}-{\frac {b}{2a}}\int {\frac {\mathrm {d} x}{\sqrt {ax^{2}+bx+c}}}}